# Otto-Hahn-Gymnasium Tuttlingen
Das Otto-Hahn-Gymnasium ist eines von zwei allgemeinbildenden Gymnasien in Tuttlingen. Es ist die zweitgrößte Schule Tuttlingens und die größte Schule unter der Trägerschaft der Stadt. An der nach dem deutschen Chemiker und Nobelpreisträger Otto Hahn (1879–1968) benannten Schule werden 939 Schüler von ca. 80 Lehrern unterrichtet. Es besteht die Möglichkeit zur Ganztagsbetreuung. Es werden die drei Profile Naturwissenschaften, Sprachen und Sport angeboten.
Neben den beiden Pflichtfremdsprachen Englisch und Französisch kann Spanisch als dritte Fremdsprache gewählt werden. Außerdem kann freiwillig Latein (Latinum nach Klasse 10) und Italienisch erlernt werden. Darüber hinaus können die Schüler Arbeitsgemeinschaften in sportlichen, naturwissenschaftlichen und musikalischen Bereichen wählen.

## Geschichte
Im Jahr 1974 wurde mit der Planung zum Bau eines zweiten Gymnasiums in Tuttlingen begonnen. Am 8. August 1977 konnte das neue Gymnasium II bezogen werden. Die jahrelange Raumnot und die Unterbringung mehrerer Klassen in Übergangsräumlichkeiten war beendet. Zu diesem Zeitpunkt hatte das Gymnasium II bereits 837 Schüler und damit mehr als das Gymnasium I. Schulleiter wurde Roland Fischer. Erst mehr als ein halbes Jahr später wurde über die Namensgebung der beiden Gymnasien entschieden. Seit dem 24. April 1978 ist das Gymnasium I als Immanuel-Kant-Gymnasium (IKG) und das neue Gymnasium als Otto-Hahn-Gymnasium (OHG) bekannt. Seit 2010 besteht gemeinsam mit dem Immanuel-Kant-Gymnasium der Stadt ein Haus der Schüler als Aufenthaltsraum und Cafeteria. Im Jahr 2022 wurde ein Neubau eröffnet, der die naturwissenschaftlichen Fachräume enthält.

## Schulpartnerschaften
Das Otto-Hahn-Gymnasium hat Partnerschulen in den Vereinigten Staaten (Ostküste: Cortland (New York), Ithaka und Homer (New York); Westküste: Silverdale und Port Orchard), in Frankreich (Draguignan) und in der Schweiz (Bex), mit denen Schüleraustauschprogramme stattfinden. Außerdem werden Austausche ins Elsass (Thann), nach Südamerika (Uruguay, Peru und Argentinien), nach Polen (Radžin) und nach Limavady in Nordirland angeboten.

## Mögliche Bildungsschwerpunkte
Seit dem Schuljahr 2000/2001 wurde neben dem neunjährigen auch ein achtjähriger Bildungsgang (G8) angeboten. Seit dem Schuljahr 2004/2005 ist in Baden-Württemberg beginnend mit Klasse 5 flächendeckend das achtjährige Gymnasium eingeführt.

## Einzugsgebiet
Die meisten Schüler kommen aus dem Donau-, dem Heuberg-, dem Hegaualb-Gebiet oder der großen Kreisstadt Tuttlingen.
Zusätzlich kommen Schüler aus den Gebieten Richtung der Städte Spaichingen und Trossingen, die aber jeweils ein eigenes Gymnasium besitzen.
Außerdem kommen Schüler aus Beuron, Landkreis Sigmaringen.

## AGs und Projekte
- In Kooperation mit dem benachbarten Immanuel-Kant-Gymnasium findet die Schüler-Ingenieur-Akademie statt.
- Die NUGI AG beschäftigt sich mit naturwissenschaftlichen Projekten.
- Es werden auch noch weitere AGs angeboten, so z. B. die Basketball-, Umwelt-, Theater- oder Tanz-AG.
- Es wird eine Teilnahme an der Schülerfirma futurea angeboten, die sich für faire Produkte für den Schulalltag spezialisiert hat. Zuvor war ab dem Schuljahr 2007/2008 die Teilnahme an der Schülerfirma adiuserv möglich, die ab 2015/2016 den neuen Unterrichtshelfer "EasyLab - the visual sciencehelper" vertrieb, ein mobiles Magnettafelsystem.

## Alumni
- Maria-Lena Weiss (* 1981), Politikerin (CDU)